# Уайтклауд, Зак
Зак Уайтклауд (англ. Zach Whitecloud; род. 28 ноября 1996, Брандон)― канадский хоккеист, защитник клуба «Вегас Голден Найтс» и сборной Канады по хоккею. Обладатель Кубка Стэнли 2023 года.

## Карьера

### Клубная
На студенческом уровне играл за команду «Бэмиджи Стэйт Биверс», команду представляющую Университет Бемиджи; по итогам сезона 2016/17 он был лидером среди защитников по результативности.
8 марта 2018 года подписал трёхлетний контракт новичка с дебютантом лиги клубом «Вегас Голден Найтс». Дебютировал в лиге 5 апреля того же года в матче против «Эдмонтон Ойлерз», который закончился победой «Эдмонтона» со счётом 4:3. В новом сезоне он был переведён в фарм-клуб «Чикаго Вулвз», за который продолжил свою карьеру.
28 октября 2021 года подписал с «Вегасом» новый шестилетний контракт.
В июне 2023 года «Голден Найтс» в финале Кубка Стэнли обыграли команду «Флорида Пантерз» в серии со счётом 4-1 и впервые в истории завоевали Кубок Стэнли; в плей-офф Уайтклауд заработал 8 очков, 6 из них за голевые передачи.

### Международная
В составе сборной Канады стал серебряным призёром на ЧМ-2022; на турнире заработал 4 очка (2+2).

## Статистика
| Легенда | Легенда                    | Легенда | Легенда                   | Легенда | Легенда    |
| ------- | -------------------------- | ------- | ------------------------- | ------- | ---------- |
| И       | Количество проведённых игр | Штр     | Штрафное время            | +/−     | Плюс-минус |
| Г       | Голы                       | П       | Голевые передачи          | О       | Очки       |
| -       | Статистика неизвестна      | —       | Статистика не учитывалась |         |            |